# Plasy
Plasy (in tedesco Plass) è una città della Repubblica Ceca facente parte del distretto di Plzeň-sever, nella regione di Plzeň.
Il territorio di Plasy ospita un antico monastero.